# Náksi vs. Brunner
A Náksi vs. Brunner egy népszerű hazai DJ formáció. Tagjai Náksi Attila lemezlovas, producer, és Brunner Zsolt, lemezlovas, hangmérnök. Ismertek még D.O.N. Tekk és Stereo Palma néven is.

## Előzmények

### Náksi Attila
Náksi 1989-ben Dömötör Sándorral megalapította a Soho Party nevű együttest, mely a magyar dance stílus meghatározó úttörőjévé vált.
A páros legtöbb dala (Álom, Az éjjel soha nem érhet véget, Baby nem kell más, Balatoni nyár, Szállj!) a slágerlisták élére került. A formáció 1998-ban bomlott fel.

### Brunner Zsolt
Brunner 1996-ban vált ismertté az Infinity nevű együttessel. 1998 óta dolgozik együtt Náksi Attilával.
Soho Party
Hivatalosan 1994-től 1998-ig működött. Az első saját szerzeményük a Miért nincs nyáron hó? című szám volt, ami az Animal Cannibals szövegére íródott  és az Flm 93-as albumán is szerepelt. Majd 1994-ben jött az első saját album Pizza...! néven, a lemez rövid idő alatt arany majd platinalemez lett, köszönhetően olyan slágereknek, mint a Gyere és táncolj!, Baby nem kell más, Balatoni nyár. A rave zene itthoni népszerűségének meglovagolásával jelent meg a Szállj! elnevezésű album 1995-ben. A címadó dalon kívül megjelent még a Nézz az égre... és egy lassú szerzemény, a Hiányzol, amiben Szolnoki Péter is közreműködött. 1996-ban jelent meg a nevük alatt a következő projekt, a Dj Maci. A megjelent korongon gyermekdalok voltak hallhatóak rave stílusban. Még ebben az évben jelent meg egy remix album is, amin az egykori 80-as évekbeli sláger, a Worlds feldolgozás is helyet kapott, Álom címmel. Érdekesség még, hogy az 1996-os Nyári Olimpiai Játékokra megjelent lemezen is volt egy közös daluk a Pa-Dö-Dővel Hajrá! címmel. Az új lemez 1997-ben került a boltok polcaira Discovery néven. Az új hangzást, ami sokkal lágyabb, dallamosabb volt, hamar befogadta a közönség. Ekkor már Betty Love is teljes tagja volt az együttesnek. A kislemezek is a listák élére repítették a csapatot újból, köszönhetően olyan daloknak, mint a Kéz a kézben, Nem számít és a szintén lassú dal A világ csak veled szép. 1998-ban jött az újabb sláger, az Éjjel soha nem érhet véget!, de az új album helyett jött a nagy bejelentés: a csapat befejezi a közös munkát. Ezután jelent meg egy Best Of Collection 93-98 amin a legjobb dalok és egy utolsó búcsúdal is szerepelt. Ezzel vége lett egy korszaknak; innentől Betty Love szólókarrierbe kezdett. Náksi Dj-ként folytatta Brunner Zsolttal, Döme Dee pedig producer lett.

## Eredmények
- Náksi Attila nevével fémjelzett kiadványok összesen 900.000 példányszámban keltek el
- 1999 decemberében jelent meg a páros első közös mixalbuma, a Club Sandwich, amely a következő években megjelent folytatásokkal együtt minden évben aranylemez lett. 2004-től már nem ők készítik a mixsorozatot.
- 2001-től 2004-ig a páros készítette el a Sunshine mixalbum-sorozatot
- 2002-től a páros a Budapest Parádé hivatalos himnuszainak készítője
- Náksi és Brunner formációja a rezidense Budapest egyik legnagyobb diszkójának, a Bank Dance Hallnak

## Megjelenések
- 2009 My Ibiza
- 2009 My House vs Milkov
- 2008 Sexy Girl (DJ Pearl & Last Vegas néven)
- 2008 Az Én Életem
- 2007 Somewhere Over the Rainbow
- 2007 Pop My Cherry (D.O.N. Tekk néven)
- 2006 A Hetedik
- 2006 Hello (Csak 5 Napig Tart a Nyár)
- 2005 Parade 2005 (a Mindenki! angol nyelven)
- 2005 Mindenki! (a 2005-ös Budapest Parádé hivatalos himnusza, Myrtillel közösen)
- 2005 Rodina
- 2004 Sex, Clubs & Friends
- 2004 Szivárvány (Myrtillel közösen)
- 2004 Budapest Száll! (a 2004-es Budapest Parádé hivatalos himnusza, Myrtillel közösen)
- 2004 Behind Blue Eyes (Trance Rockers valamint Oxigen neveken)
- 2004 B-Day
- 2004 Bakelit
- 2004 Just One Day (A Csak 1 Nap Van angolul)
- 2003 Csak 1 Nap Van
- 2003 Sunshine (Myrtillel közösen)
- 2002 Nézz az Ég Felé (Myrtillel közösen)
- 2002 Szállj! (Myrtillel közösen)
- 2001 Come On (Gyere Velem angolul)
- 2001 Gyere Velem ([Myrtillel közösen)
- 2001 1492/Fly Away With Me (Sterbinszkyvel közösen)
- 2000 Beat 2000 (Groovemonkey néven)
- 2000 Minden Nap Várj
- 2000 Soha Ne Mondd
- 2000 Influenza
- 1999 Forog a Föld
- 1999 Sex Clubs House (Bengagirls néven)
- 1999 Pumpáld a Hangerőt

## Külső hivatkozások
- Hivatalos honlap
- Hivatalos MySpace oldal